# Тейт, Джеральд
Томас Джеральд Тейт (англ. Thomas Gerald Tait; 7 ноября 1866, Кэмпбелтаун, Аргайл — 19 декабря 1938, Глазго) — британский яхтсмен, чемпион летних Олимпийских игр 1908 года.
На Играх 1908 года в Лондоне Тейт соревновался в классе 12 м. Его команда выиграла две гонки и в итоге заняла первое место.